# Eulophinusia variguttata
Eulophinusia variguttata är en stekelart som först beskrevs av Girault 1916.  Eulophinusia variguttata ingår i släktet Eulophinusia och familjen finglanssteklar. Inga underarter finns listade i Catalogue of Life.